# Limnodynastidae
Limnodynastidae is een familie van kikkers (Anura). Er is nog geen Nederlandse naam voor deze familie, waarvan de soorten vroeger behoorden tot de familie Australische fluitkikkers (Myobatrachidae). De groep werd voor het eerst wetenschappelijk beschreven door John Douglas Lynch in 1969. Oorspronkelijk werd de wetenschappelijke naam Limnodynastini gebruikt.
Er zijn 43 soorten, die leven in Australië en Nieuw-Guinea. Alle soorten zijn bodembewonend, een aantal soorten graaft holletjes.

## Taxonomie
Familie Limnodynastidae
- Geslacht Adelotus
- Geslacht Heleioporus
- Geslacht Lechriodus
- Geslacht Limnodynastes
- Geslacht Neobatrachus
- Geslacht Notaden
- Geslacht Philoria
- Geslacht Platyplectrum

Allophrynidae · 
Alsodidae · 
Alytidae · 
Aromobatidae · 
Arthroleptidae · 
Myobatrachidae · 
Batrachylidae · 
Blaasoppies · 
Bombinatoridae · 
Boomkikkers · 
Brachycephalidae · 
Calyptocephalellidae · 
Ceratobatrachidae · 
Ceratophryidae · 
Conrauidae · 
Craugastoridae · 
Cycloramphidae · 
Dicroglossidae · 
Echte kikkers · 
Eleutherodactylidae · 
Fluitkikkers · 
Glaskikkers · 
Gouden kikkers · 
Graafkikkers · 
Hemiphractidae · 
Hylodidae · 
Knoflookpadden · 
Limnodynastidae · 
Megophryidae · 
Mexicaanse gravende padden · 
Micrixalidae · 
Microhylidae · 
Nasikabatrachidae · 
Nieuw-Zeelandse oerkikkers · 
Nyctibatrachidae · 
Odontobatrachidae · 
Odontophrynidae · 
Padden · 
Pelodytidae · 
Petropedetidae · 
Phrynobatrachidae · 
Pijlgifkikkers · 
Ptychadenidae · 
Pyxicephalidae · 
Ranixalidae · 
Rhinodermatidae · 
Rietkikkers · 
Scaphiopodidae · 
Schuimnestboomkikkers · 
Seychellenkikkers · 
Spookkikkers · 
Staartkikkers · 
Telmatobiidae · 
Tongloze kikkers